# جيرجي
جيرجي، (بالإنجليزية: Gergei)‏، هي بلدية، في مقاطعة جنوب سردينيا في إقليم سردينيا الإيطالي، وتقع على بعد حوالي 50 كم (31 ميل) إلى الشمال من كالياري. اعتبارا من 31 ديسمبر 2004، كان عدد سكانها 1413 ومساحة 36.1 كيلومتر مربع (13.9 ميل مربع).

## السكان
في سنة 1861 بلغ عدد السكان 2٬160 نسمة، وتطور العدد ليصل في سنة 2011 لـ 1٬298 نسمة.
يظهر هذا المخطط البياني تطور النمو السكاني لـ جيرجي